# Selenops annulatus
Selenops annulatus är en spindelart som beskrevs av Simon 1876. Selenops annulatus ingår i släktet Selenops och familjen Selenopidae. Inga underarter finns listade i Catalogue of Life.